# Glenn Rhee
Glenn Rhee és un personatge de la sèrie de televisió AMC The Walking Dead i un personatge de dibuixos animats de The Walking Dead. A la sèrie de televisió és interpretat per Steven Yeun.
En ambdues formes de comunicació, Glenn és un jove repartidor de pizzes d’Atlanta (tot i que a la sèrie de televisió s'afirma que és originari de l'estat natal de Yeun, Michigan), que està separat de la seva família després del brot zombi i s'uneix a un grup de supervivents de Rick Grimes. Glenn és conegut per ser ràpid i amb recursos, cosa que el converteix en el corredor principal del subministrament del grup. Quan el grup comença a moure's per la regió buscant un santuari, Glenn coneix Maggie Greene i s'enamoren. La seva relació es posa a prova de moltes maneres al llarg de la sèrie, ja que la seva humanitat es troba desafiada davant de nombroses amenaces, inclosos els supervivents hostils amb els quals el grup entra en contacte. Finalment es casen i tenen un fill, tot i que Glenn és assassinat per Negan abans que neixi el nen.
El personatge de Glenn era aclamat i era un dels favorits dels fans. L'actuació de Yeun va ser elogiada i molts fans han expressat que la mort de Glenn va ser un punt d'inflexió en la qualitat del programa.

## Biografia del personatge

### Còmic
Enginyós i intel·ligent, Glenn surt d'Atlanta i arriba al grup de supervivents als límits exteriors de la ciutat. A causa de la seva habilitat per escombrar, sovint és nomenat per colar-se a la ciutat i trobar subministraments. En una d'aquestes carreres, troba al líder del grup Rick Grimes i el torna al grup, reunint-los amb la seva família. El seu ús de tàctiques similars a MacGyver per superar i matar els caminants li va permetre recuperar amb èxit armes per a Jim, un altre dels membres del grup. Glenn desenvolupa un nou naixement de Maggie, però la seva timidesa inicialment li impedeix actuar sobre els seus sentiments. Maggie s'adona d'això i s'enfronta a Glenn sobre els seus sentiments i comencen una relació. Després que el pare de Maggie, Hershel l’agafi al llit amb Maggie, Glenn i Hershel discutiran breument. Tot i l’inici rocós, Hershel entén que no pot impedir que la seva filla vulgui estar amb Glenn. Mentre Hershel expulsa la majoria dels supervivents, accepta la decisió de Glenn de quedar-se amb Maggie.
Glenn posa a prova una nova idea de com netejar els caminants de la tanca: enganxant ganivets a la fusta contraxapada perquè sigui més fàcil recuperar-los després d’apunyalar un vagabund. Després es trasllada a la mateixa cel·la que Maggie. Més tard, Hershel dona permís a Maggie per tenir una relació amb Glenn, i l'ajuda a establir-se en una presó convertida en refugi amb Maggie i ajuda el grup a trobar combustible i subministraments. Glenn és empresonat més tard pel governador, una trobada que el deixa amb cicatrius físiques i mentals; Glenn és apallissat i obligat a escoltar el governador violar brutalment Michonne en una cel·la veïna. Després de la seva fugida i retorn a la presó, Glenn adora Maggie i li va proposar amb un anell robat al dit d'un zombi; Hershel es casa amb la parella poc després. Poc després del seu matrimoni, Glenn i Maggie es presenten voluntaris per unir-se al grup que va viatjar al Centre de l'Exèrcit per evitar que els enemics de Woodbury utilitzessin el combustible per als seus vehicles. El grup és atacat per Bruce i els seus amics. Glenn, distret, permet a Andrea matar a Bruce i a Michonne per matar a la resta d'atacants. Defensa aferrissadament la presó des d'una torre de franctiradors de la porta principal. Amb el grup dividit sobre què per fer-ho després, Glenn decideix marxar amb Dale i Andrea al RV a l'últim moment, salvant la vida de Sophia i Maggie (en aquest moment, Sophia el va veure com un pare substitut). Ell, Maggie i Sophia es queden a la granja de Hershel amb Dale i Andrea.
Quan el grup es troba amb supervivents a la granja, Glenn desconfia immediatament d'Abraham Ford, de Rosita Espinosa i d'Eugene Porter. No obstant això, accepta acompanyar-los a Washington per a la missió d'Eugene en lloc de quedar-se a la granja més temps. A la carretera, Maggie intenta penjar-se i Glenn va lluitar amb Abraham, que tenia intenció de disparar-la. L'enfocament de Glenn passa de buscar a cuidar a la seva nova família i donar suport a Maggie després de la mort de tota la seva família. Amb la resta del grup, viatja a la zona segura d'Alexandria. Glenn desconfia de la comunitat de la zona segura, però s'adapta més ràpidament que Rick. Les habilitats i agilitat de Glenn el converteixen en un sol·licitant adequat per tornar a ser un carronyer i un substitut del Scott ferit. Mentre els supervivents es queden a l'església del pare Gabriel Stokes, Glenn torna a ser atrapat al centre del conflicte quan un dels caçadors, Albert, li dispara a la cama mentre porta un Dale mutilat a salvo. Gabriel i Eugene apeguen la cama de Glenn amb unes fulles de te i una cera espelma calenta. Igual que la resta del grup, Glenn està fixat a l'església i es queda enrere mentre Abraham i els altres líders els cuiden. Està il·lès durant i després i la ferida de la cama es cura uns dies després.
Rick demana a Glenn, a causa de la seva lleialtat, que li robi les seves armes i armes, que van ser preses per Douglas Monroe, quan van arribar per primera vegada a la zona de seguretat. Glenn crea una distracció per als supervivents de la comunitat mentre busca les armes. Rick i Glenn troben l'armeria, i Glenn s'esmuny. Rick distribueix les armes entre els membres del seu grup.
Després de solucionar els problemes amb Douglas, Glenn i Maggie viuen a Alexandria durant un temps i decideixen que Alexandria seria el millor lloc per criar un fill, cosa que volien fer des de feia temps. Després d’uns quants intenta, Maggie queda embarassada.
Tanmateix, la seva celebració és efímera; un grup anomenat els Salvadors intenta irrompre a la comunitat diverses vegades. Durant una invasió d’aquest tipus, Glenn ajuda Eugene a fugir. Glenn i altres surten i prenen caminants que arriben cap a les portes d’Alexandria. Després que Abraham sigui assassinat per Dwight, un dels salvadors, Glenn convenç a Maggie de deixar la comunitat amb ell i Sophia i dirigir-se cap a la colònia Hilltop, que creu que és un lloc molt més segur. acampat a la carretera descansant durant la nit després de conduir a mig camí cap al turó, Rick s'acomiada de Glenn i afirma que està feliç per ell. Els salvadors els emboscen poc després. El líder dels salvadors, Negan, selecciona Glenn per morir com a "càstig" per als salvadors del grup que va matar Rick; després va matar a Glenn amb un bat de beisbol. Glenn mor mentre plora impotent el nom de Maggie. [Vol i número necessari] Rick i tothom es queda amb el cadàver destrossat de Glenn mentre els Salvadors s'allunyen, i Rick jura venjar la mort de Glenn.
La seva mort inicialment deixa el grup destrossat, amb Maggie que ràpidament descendeix en un embolic emocional i Rick a punt de cedir al poder de Negan. qüestió de dies. Per complir els desitjos finals de Glenn, Maggie opta per romandre al turó amb Sophia i començar una nova vida mentre espera el seu bebè.

### Sèrie de televisió

#### Passat
Glenn va néixer a mitjans dels anys 80, va créixer a Michigan i va ser criat pels seus pares, que eren immigrants de Corea. Quan tenia vint anys, Glenn s'havia traslladat a Atlanta on va trobar feina com a repartidor de pizza, després de graduar-se en una escola desconeguda. Durant l'inici del brot, Glenn va ser rescatat per T-Dog a prop d'Atlanta. Un temps després, es van trobar i es van unir a un campament de supervivents als afores de la ciutat. Durant un temps, Glenn va caure en un estat de depressió quan es va adonar que mai tornaria a veure la seva família, però finalment va acceptar la seva probable mort i va seguir endavant. Amb el pas del temps, Glenn es va convertir en el corredor de subministraments del grup i aniria a la ciutat a buscar.

#### Primera temporada
Glenn té por inicialment de la situació mundial, però sí Tanmateix, ofereix una expedició a Atlanta, amb T-Dog, Andrea, Morales, Jacqui i Merle Dixon. És precisament en aquesta expedició que Glenn, a l’aguait, nota un home, Rick Grimes, que entra a un tanc, envoltat de zombis. Glenn ajudarà a Rick a escapar dels caminants i el presentarà al grup. Més tard, per escapar de l'edifici envoltat de zombis, Glenn i Rick quart de primer, es cobreixen de sang per fondre’s amb els altres, que passegen pels carrers. Malauradament, una pluja sobtada renta els vestits dels dos i es veu obligat a fugir, mentre els altres observen l'escena. Glenn i el xèrif arriben a un aparcament, on Glenn dispara l’alarma antirobatori per crear una distracció, fent soroll, sent conseqüentment seguits pels zombis, mentre que Rick rescata els altres tres membres de l'expedició, excepte Dixon, deixats a sostre encadenat. En arribar a la pedrera, dels altres membres del grup, Glenn descobreix que Rick és el marit d’una dona del grup, Lori, i el seu fill, Carl, salvat de l’apocalipsi. També descobreix que Rick és el millor amic de Shane, el líder del grup. Quan Daryl Dixon descobreix que el seu germà ha estat abandonat, vol tornar a la ciutat a tota costa. L’acompanyaran Rick i T-Dog, que se senten culpables de deixar l’home, i també Glenn. Arribats a la ciutat, els quatre descobreixen que Merle li va tallar la mà per sortir de les manilles, i després seguiran les traces de sang, però no va servir de res. Rick aprofita per agafar una bossa amb armes, abandonada després de l'atac dels zombis. No obstant això, un altre grup, els Vatos, xoca amb Rick's per la bossa, prenent a Glenn com a ostatge. Rick aconsegueix alliberar Glenn, però, lliurant la meitat de les armes. Glenn i els altres tornen als altres, però quan arriben descobreixen que el grup ha estat atacat i que moltes persones han estat assassinades o devorades per zombis. L'endemà al matí, Glenn recrimina a Daryl, dient-li que els éssers estimats no són cremats com zombis, sinó enterrats amb un funeral. Al final de la temporada, coneixerà la doctora Jenner del CDC amb el grup on trobaran refugi i més tard fugiran de l'edifici, ja que activa la seqüència d’autodestrucció.

#### Segona temporada
Glenn, al començament de la segona temporada, viatja al llarg de l’Inter State 85 juntament amb els altres, buscant un lloc segur. S'amaga com els altres sota els cotxes a causa d'una horda de zombis que recorrien l'estat Inter. Malauradament, Sophia Peletier, filla de Carol i el difunt Ed, és perseguida per dos zombis, però Rick intenta salvar-la, perdent-la de vista. Quan el grup està buscant Sophia, una part del grup dirigit per Daryl al comandament del qual forma part Glenn s'uneix a una dona a cavall, que demana a Lori, la dona de Rick, que vingui amb ella. Glenn aviat sabrà que Carl, el fill de Rick, va resultar ferit per una bala involuntària. Quan tot el grup es trasllada a la granja dels Verds, un lloc segur on Carl va ser pres i cuidat. La família Green està formada per Hershel, pare d’una família, Beth, la filla menor, i Maggie, la filla gran. Gleen comença a relacionar-se amb aquest últim, sovint parlant després de sopar, al capvespre. Després de la recuperació de Carl, Dale, un home gran del grup, s'adona que l'aigua està contaminada: un zombi fa temps que ha caigut al pou. Però el grup creu que és millor treure-la, en cas que l’aigua encara no estigui completament contaminada. Glenn és escollit com a señuelo. A continuació, es baixa al pou a través d’una corda, però l’operació corre el perill de ser letal i tot es resol per al millor només in extremis. Glenn i Maggie decideixen anar a la ciutat a buscar medicaments en una farmàcia abandonada, ja que Lori li ha demanat discretament a Glenn que li faci una prova d’embaràs. Quan Maggie li pregunta què busca, avergonyit i sorprès, el noi agafa una caixa de preservatius. Maggie el sedueix i els dos fan l'amor. Més tard, Glenn s'assabenta de l'embaràs de Lori i ella li prega que ho mantingui en secret. Durant un sopar, Maggie li passa una nota a Glenn per demanar-li on es poden trobar en secret per tornar a tenir relacions sexuals; Glenn escriu alguna cosa a la fitxa i la passa a la nena. Al final del sopar, Maggie obre la targeta i llegeix la resposta de Glenn: es reuniran al graner. Aterrida, Maggie corre en direcció al graner per avisar a Glenn, però no pot arribar-hi abans que descobreixi la presència de zombis al graner. En l'episodi Secrets, Maggie prega a Glenn que no expliqui als altres el que va veure al graner, però no pot resistir-se i li revela a Dale tant el secret del graner com l'embaràs de Lori d'un cop. Maggie se sent traïda per Glenn. Ella el perdona poc temps després i la seva relació sentimental continua. A Dying Hope, Glenn revela la veritat sobre els zombis a la resta del grup, i Shane convenç als altres per exterminar tots els caminants que s'amaguen al graner, inclosa Sophia, ara zombificada.
En l'episodi de Nebraska, Hershel desapareix després de l'accident del graner. Abans que Glenn i Rick marxin a la ciutat a buscar-lo, Maggie li diu a Glenn que l'estima. Els dos troben a Hershel bevent en un bar i li informen que la seva filla menor, Beth, ha patit un col·lapse i necessita atenció mèdica. Intenten convèncer-lo de tornar a la granja, però l’home s'hi nega. Hi arriben dos desconeguts al bar, Dave i Tony. L'enfrontament condueix a un enfrontament violent en què Rick mata als dos homes. A Easy Trigger, altres homes armats del mateix grup de supervivents que Dave i Tony arriben a l'escena per buscar-los, resultant en un tiroteig amb Glenn, Rick i Hershel. Glenn s'avergonyeix de quedar paralitzada per la por durant els bombers. Un dels atacants, un noi anomenat Randall, és capturat abans que els tres tornin a la granja. A The Sentence, Hershel dona a Glenn un rellotge familiar, com a símbol de la seva aprovació de la seva relació amb Maggie. A The Executioner, quan Randall aparentment s'escapa, Rick, Shane, Daryl i Glenn van a la recerca del fugitiu; Shane condueix Rick en una direcció, mentre que Daryl i Glenn exploren una altra zona del bosc. Glenn i Daryl troben Randall, que s'ha convertit inexplicablement en un zombi, tot i no haver-hi marques de mossegades al cos. A La línia de foc, quan la granja és envaïda per zombis, Glenn té un paper vital en la seva defensa. Durant el caos, convenç a Maggie per fugir amb ell. Més tard, la tranquil·litza sobre la seguretat de la seva família i li confessa el seu amor. Finalment, els dos es retroben a la carretera amb els altres supervivents.

#### Tercera temporada
En l'episodi inicial de la temporada, There No Place Like Home, sis o set mesos després de deixar la granja, Glenn demostra que s'ha convertit en un expert en la lluita contra zombis. Ell i Maggie continuen la seva relació sentimental. El grup troba refugi en una presó i, després d'haver-lo "netejat" de caminants, decideix establir-s'hi. Quan alliberen part de la presó, Glenn i Maggie es troben separades de Hershel i Hershel és mossegat per un zombi, obligant Rick a amputar-se la cama ferida per sota del genoll per evitar que la infecció es propagui. A Awakening, Glenn escorta Carol al pati de la presó perquè pugui practicar una cesària en un zombi abatut per al lliurament de Lori. En l'episodi Inside Out, quan Andrew deixa entrar els caminars a la presó, Glenn ajuda els altres a enderrocar els zombis i a assegurar la presó de nou, però no abans que T-Dog i Lori siguin assassinats. En l'episodi Just a Word, Glenn intenta calmar un Rick desconcertat, però gairebé és atacat per ell. A The Prey, mentre estan en un reconeixement de subministraments, Glenn i Maggie són capturats per Merle i portats a Woodbury per ser interrogats. A l'episodi d'Infiltrar-se, Merle vence brutalment a Glenn mentre intenta que expliqui on és la resta del grup. Malgrat això, no parla, es veu obligat a lluitar desarmat contra un zombi i no es rendeix fins i tot quan el governador amenaça de disparar a Maggie. Però quan el governador amenaça de disparar a Glenn, Maggie s'enfonsa i revela la ubicació de la presó. A Made to Suffer, quan Glenn i Maggie intenten escapar, el governador ordena a Merle que els matin; però l’ordre no es pot dur a terme gràcies a Rick i els seus companys que ataquen Woodbury. Rick, Glenn i Maggie escapen i es retroben amb Michonne.
A Brother, mentre Glenn es queda al darrere, Rick i Maggie llancen granades de fum, maten diversos residents a Woodbury i alliberen Merle i Daryl. Glenn mostra la seva decepció amb l'alliberament de Merle i vol matar-lo, però el seu germà Daryl s'oposa. També està frustrat perquè Rick no hagi matat el governador (a qui Glenn encara creu culpable de violar Maggie) tot i haver tingut l'oportunitat. El grup torna a la presó sense Merle i Daryl, però la relació entre Glenn i Maggie mostra signes de deixar-se anar. Rick té una crisi nerviosa quan rep el grup de Tyreese i, per tant, és Glenn qui els treu de l'habitació quan Rick comença a cridar. A Welcome Home, amb Rick encara fora de control, Glenn decideix establir-se com el nou líder del grup, planejant matar el governador per sorpresa. Durant el reconeixement, la presó és atacada pels homes del governador que maten a Axel i travessen la porta principal amb una furgoneta. A Judes, mentre Rick discuteix amb Hershel sobre la sortida o no de la presó, Glenn accepta amb Rick quedar-se i lluitar. En l'episodi Open Your Eyes, Merle vol matar el governador durant la seva reunió amb Rick, però Glenn el reté en no permetre-li sortir de la presó. Glenn comença a respirar gran part de la seva ràbia reprimida i la seva relació amb Maggie millora. En l'episodi The Deception, Glenn demana permís a Hershel per casar-se amb Maggie, i l'home accepta. Llavors Glenn demana a Maggie que es casa amb ell i ella accepta. A l'últim episodi In the Tombs, el governador torna a atacar la presó, però el grup no és atrapat sense preparació. Glenn i Maggie es barallen junts amb antiavalots. Més tard, quan Rick torna a la base amb els supervivents de Woodbury, Glenn els obre les portes de la presó.

#### Quarta temporada
En el primer episodi de la temporada, Apparent Calm, Glenn decideix sortir al reconeixement en lloc de Maggie, que creu que està embarassada. Quan torna a la presó, Maggie li diu que no està embarassada. A l'episodi Infected, es veu a Glenn cridant per la presència de zombis en un bloc de presons durant un atac. Després es reuneix amb els altres membres del consell penitenciari per discutir sobre un probable virus que s'ha estès a l’interior de la presó i la decisió de posar en quarantena els malalts. A l'episodi Isolation, Glenn cau malalt i queda en quarantena amb l’altre infectat. A l’Infern, tot i estar malalts, Glenn i Sasha ajuden a Hershel a cuidar d'altres persones infectades amb el virus. Glenn desapareix i es recupera després de ser ressuscitat per Hershel. Bob torna a la base amb un subministrament d’antibiòtics i els administra a Glenn. En l'episodi No Going Back, quan la presó és assaltada pel governador, Glenn és rescatada per Maggie i posada en un autobús amb altres refugiats.
En els reclusos, després de l'atac a la presó, Glenn es desperta empresonat encara allà després d'haver deixat l'autobús que sortia. Torna a la seva cel·la i fa la foto de Maggie. Es pren el vestit antiavalots, un rifle automàtic, una ampolla de beguda alcohòlica i se’n va. De camí, coneix a Tara, una supervivent del grup atacant. Ella li explica que ja no té cap raó per seguir amb vida, després d’haver vist morir la seva germana i la seva neboda. A més, li informa de la mort de Hershel, que deixa a Glenn sofert de dolor. Glenn convenç a la noia que es necessiten mútuament per poder sortir amb vida d’aquesta situació. Glenn llença l’ampolla d’alcohol com un còctel molotov a un cotxe proper per distreure els zombis i, en fer-ho, ell i Tara aconsegueixen escapar. Mentre caminen, Tara li confessa a Glenn que el governador els va dir que el grup de la presó eren gent malvada, però que no el va creure ni un segon i es disculpa per tot. Llavors, tots dos són atacats per caminants, Glenn es desmaia i, quan Tara mata l’últim zombi, arriba un vehicle militar al lloc del qual baixen: Abraham Ford, Eugene Porter i Rosita Espinosa. A Salvar el món, Abraham convenç a Tara perquè els acompanyi a Washington D.C. perquè Eugene pugui aturar el virus que va provocar l’apocalipsi zombi i salvar el món, i junts carreguen un Glenn inconscient al vehicle. Quan Glenn es desperta, obliga Abraham a aturar-se. Llavors insisteix a anar a trobar Maggie, però quan Abraham afirma peremptorialment que no serveix de res, ja que Maggie segurament està morta, esclata un furiós argument entre els dos homes. La baralla atrau els caminants i, quan Eugene intenta disparar-los, colpeja accidentalment el vehicle del grup. Glenn interpreta això com un signe del destí i decideix anar a buscar Maggie. Tara decideix acompanyar-lo. A l'episodi Solo, Glenn descobreix un rètol que indica una zona lliure anomenada Terminus. A Nosaltres, el grup comença a veure rastres deixats específicament per Maggie i, quan estan a punt d’entrar en un fosc túnel, Abraham no té ganes de posar en risc la vida d’Eugene, deixant a Glenn i Tara sols. Els dos entren al túnel però aviat queden atrapats en ell envoltats de caminants. Quan estan a punt de ser desbordats, els salven Maggie, Sasha, Bob, Eugene, Abraham i Rosita. Reunits amb Maggie, Glenn i tots els altres decideixen anar a Terminus. A l'últim episodi de la temporada, A, es revela que el grup va ser empresonat en un vagó de mercaderies juntament amb el grup de Rick.

#### Cinquena temporada
Juntament amb el seu grup aconsegueix escapar miraculosament de Terminus gràcies a la intervenció de Carol. Al llarg del camí, el grup coneix el pare Gabriel que els acull a l’interior de la seva església. Després d’haver festejat alegrement tots junts, però, Bob només desapareix per ser trobat poc després amb una cama tallada. L'home adverteix al grup que Garret i altres homes del Terminus han sobreviscut i els busquen per matar-los. A Abraham li agradaria marxar immediatament a Washington per salvar Eugene, però Rick ho impedeix, i els dos gairebé arriben a cops de força, si no fos per la intervenció de Glenn que prega a Abraham que els ajudi a defensar-se dels caníbals de Terminus, a canvi d’ell, Maggie i Tara, anirien amb ell a Washington. Després de l'assassinat dels enemics, comença el viatge a Washington, que resulta inútil, ja que Eugene mentia sobre l'existència de la cura. De tornada a l'església es dirigeix a Atlanta, on Maggie creu que torna a abraçar la seva germana, que mor tràgicament d'un tret a causa de la seva fallida mort de Dawn (morta poc després per Daryl). A continuació, acompanyarà Noah a casa seva, juntament amb Michonne, Rick i Tyreese, que seran testimonis de la lenta agonia d’aquest darrer després de ser mossegat per un zombi. Després de passejar-se unes setmanes sense parar, el seu grup és abordat per Aaron, que després d’una desconfiança inicial guanya la confiança de tothom. L'home els porta a Alexandria, una comunitat de supervivents. A Glenn se li dona la feina d’officina d’enviament juntament amb Tara i Noah. Tindrà problemes amb la manera de fer de Aiden i Nicholas i mantindrà una discussió amb ells davant de tota la comunitat. Durant una expedició fallida, és testimoni de la mort d'Aiden i Noah causades per la covardia de Nicholas que intenta matar-lo en el final de la temporada, però Glen el colpeja salvatge i el torna.

#### Sisena temporada
A l'estrena de la temporada "First Time Again", Glenn apareix per primera vegada en un flashback. En un flashback, Glenn i Nicholas mostren a la infermeria amb sang i ferits per la seva lluita al bosc. Glenn és corregida per Rosita i Maggie li pregunta què va passar. Glenn li explica que els caminants el van atacar i Nicholas al bosc i que Glenn va ser colpejat accidentalment per una bala que va fer un rebot d'un arbre i el va colpejar a l'espatlla. Més tard, Glenn apareix a la reunió de Rick, on discuteixen com desfer-se del ramat de caminants de la pedrera. Glenn li diu a Maggie que hauria de romandre a Alexandria i vetllar per Deanna, que encara està devastada per les morts d'Aiden i Reg. Maggie li diu a Glenn que no és l'única raó per la qual vol que es quedi i Glenn ho reconeix. Glenn nota Nicholas i el mira amb desaprovació. Nicholas aixeca la mà i diu que vol ajudar a Rick amb el pla, ja que necessitaran tota l'ajuda que pugui obtenir. Després que Glenn ho vegi, ofereix molt probabilitats de veure Nicholas. Més tard, Glenn apareix amb ell i Nicholas ajudant a construir la paret per atraure els caminants. Glenn nota Maggie i Tara abraçades a les quals somriu. Posteriorment, Glenn i Nicholas es veuen a la ferreteria que tenen assignada per netejar. Glenn li diu a Nicholas que a partir d’ara el vigilarà de prop. Nicholas li diu que només vol ajudar, cosa que Glenn diu que pot. En una botiga entre Alexandria i la pedrera, Glenn, Heath i Nicholas tenen l'encàrrec de matar un grup de caminants atrapats a l’interior, de manera que el soroll que fan els caminants atrapats no distreurà el ramat que s'acosta per desviar-se del rumb. Glenn inicialment es nega a deixar que Nicholas ajudi, però Nicholas insisteix i salva a Heath de ser mossegat per un caminant. Més tard, a l'episodi "Gràcies", Glenn es posa voluntari per iniciar un foc de distracció. Anant amb Nicholas, corren del ramat cap a un carreró sense sortida, on maten tants caminants com poden, però queden atrapats a la part superior d’un contenidor d’escombraries. Nicholas té un atac de pànic, li diu "Gràcies" a Glenn i es dispara al cap. El seu cos cau contra Glenn, fent-lo caure del contenidor i al ramat de caminants. Es veu per última vegada estirat a terra sota el cos de Nicholas, quan els caminants comencen a menjar-se'l. En l'episodi "Now", Maggie revela que està embarassada del fill de Glenn. A l'episodi "Heads Up", es veu a Glenn escapant de sota el contenidor. Després és trobat per Enid, amb qui parla per tornar amb ell a Alexandria. Els dos comencen a formar una amistat inquieta tot i tenir filosofies de supervivència contrastades. Els dos alliberen globus fora de les portes envoltades del caminant com a senyal que estan vius. Al final de mitjan temporada "Comença a acabar", Glenn i Enid observen Maggie mentre escapa del ramat que ha envaït Alexandria i comencen a formular un pla per entrar a la ciutat. En l'episodi "Not Tomorrow yet", Glenn fa la seva primera mort juntament amb Heath i Tara i participa activament en la batalla amb els Salvador. Al final de l'episodi, està desconcertat en saber que Maggie i Carol han estat segrestades per un altre grup de Saviors. Maggie i Carol aconsegueixen escapar i Glenn i Maggie aviat es tornen a reunir. A "East", Glenn abandona Alexandria amb Rosita i Michonne per anar a buscar Daryl, que vol venjar la mort de Denise matant Dwight. Tots quatre acaben capturats per Dwight, que dispara a Daryl. Al final "Last Day on Earth", els quatre són descarregats de la part posterior d'un camió per Dwight, on descobreixen que Rick, Carl, Maggie, Abraham, Sasha, Eugene i Aaron ja han estat capturats. Negan anuncia el seu pla de matar a un d'ells amb el seu bat de beisbol anomenat Lucille com a càstig perquè el grup hagi matat tanta gent del seu poble. Inicialment s'ofereix a deixar a la embarassada Maggie fora de la seva misèria allà i allà, fent que Glenn demani la seva vida; és llançat de nou a la línia per Dwight. Després de considerar a qui matar, Negan decideix seleccionar a l'atzar dient "eenie, meanie, minie, mo". La temporada acaba amb Negan batent un objectiu desconegut fins a la mort.

#### Setena temporada
Després que el grup de Rick Grimes sigui capturat per Negan, el líder dels salvadors, es decideix fer un recompte en què l'eliminat serà eliminat com a càstig. Abraham és escollit i brutalment massacrat amb "Lucille", el bat de beisbol de Negan. Poc després, a causa de Daryl, Glenn també és assassinat, Negan ja havia advertit al coreà que poc abans havia intervingut per anar a Maggie i que li havien advertit que no cometés cap altre error, a pena de mort. Daryl reaccionant a la mort d'Abraham va ser contra l'advertència de l'home i, per tant, Glenn és assassinat. El seu cos i el d'Abraham són portats al turó i enterrats.

## Desenvolupament

### Repartiment i caracterització
Es va anunciar que Steven Yeun formaria part del repartiment principal el maig del 2010, juntament amb Laurie Holden. L'exproductor i productor executiu Glen Mazzara descriu Glenn com "el cor del programa". Va dir que "tothom estima aquest personatge; tothom té arrels per aquest personatge. Pot ser torturat i sensible, però sempre és un heroi". Robert Kirkman va descriure Glenn com "essencial per evitar que [la sèrie] fos la cosa depriment implacable que definitivament té el potencial de ser. Qualsevol cosa optimista o edificant prové generalment d'aquest personatge. També crec que la relació de Glenn amb Maggie és una de les els sentits d’esperança més clars que s'obtenen de la història. "
Glen Mazzara ha confirmat que el cognom de Glenn és Rhee. El cognom de Glenn també apareix a la seva pàgina al lloc oficial d'AMC The Walking Dead. Mai havia estat esmentat a la pantalla a la sèrie de televisió fins a la temporada 7, episodi 5, "Go Getters", quan Maggie va dir a Gregory: "El meu nom és Maggie, Maggie Rhee".

### Recepció crítica
La interpretació de Yeun de Glenn ha estat elogiada, sobretot per trencar els estereotips en pantalla associats als homes asiàtics-americans, i la profunditat de la relació del personatge amb Maggie. El maig de 2011, va rebre una nominació al Premi Saturn al millor actor secundari de televisió.
L'episodi "Cherokee Rose" marca la primera trobada sexual de Glenn i Maggie. La crítica va felicitar el desenvolupament de la relació entre Maggie i Glenn. Andrew Conrad, de The Baltimore Sun, va afirmar que la trama epitomitzava un "romanç fumat", mentre que Aaron Rutkoff del The Wall Street Journal el va anomenar "el moment més divertit de la sèrie". Goldman va opinar que la seva trobada sexual se sentia genuïna; "És un noi simpàtic, sembla una amiga divertida, i es va sentir genuí quan va notar que també se sentia molt sola i preparada per a una companyia." Nick Venable de Cinema Blend va considerar que les interaccions entre Maggie i Glenn eren les punt culminant de l'episodi. "M'alegro que els escriptors introdueixin aquest punt argumental de còmic, ja que aquest programa necessita seriosament una parella sense armaris plens d'esquelets. Quan Glenn agafa per accident una caixa de preservatius perquè la vegi Maggie, vaig riure de cor. La conversa que va seguir també va fer Em somric, cosa que em fa preguntar-me per què es dedica a l’humor menys atenció al programa." Jackson es va sorprendre amb l'escena i la va dir" inesperada".
En els còmics i els mitjans televisius, Glenn és assassinat per Negan, que utilitza el seu famós ratpenat de filferro "Lucille" per copejar el cap repetidament amb una polpa mentre la seva dona i els seus amics ho veuen horroritzats i impotents després de ser capturats pels Salvador. Hi ha una diferència en com es produeix la seva mort: als còmics, després de ser forçat de genolls, es va revelar que Glenn era la víctima escollida per morir. No obstant això, Abraham Ford va rebre aquest destí a la televisió a l'episodi "El dia arribarà quan no seràs". Glenn encara va ser assassinat en el mateix episodi, amb la seva desaparició com a resultat de que Daryl Dixon desobeïa les regles de Negan. Les morts van provocar un important debat sobre la direcció de l'espectacle. Alguns espectadors i crítics van veure les morts com a massa violentes, i alguns van afirmar que el programa havia anat massa lluny o que deixarien de veure'l; altres van considerar que la mort de Glenn era necessària perquè reflecteix la versió del còmic i que ambdues morts mostren el brutal que pot ser Negan.
Noel Murray, de Rolling Stone, va classificar a Glenn Rhee en el 6è lloc en una llista de 30 millors personatges de Walking Dead i va dir: "Abans del seu assassinat, l'ex-repartidor sempre optimista havia estat a la sèrie sempre que Rick, i encara que ho havia fet semblava estar mort diverses vegades abans, el nostre home Glenn d’alguna manera va perseverar cada vegada ... excepte l’última vegada. El seu destí final sembla marcar un punt d’inflexió en la trama, indicant el final de l'esperit de fer del supervivent i l’alba de Per a molts, el personatge de Steven Yuen era el cor i l'ànima de l'espectacle. RIP".

## Descripció
Glenn és un noi d'origen asiàtic, coreà, i és considerat un dels membres més actius, equilibrats i justos del grup. Glenn, al començament de la sèrie, sembla temerós i desorientat, però amb el pas del temps s'ha tornat més valent i heroic. A partir de la segona temporada, es lliga en una història d’amor amb Maggie Greene, de qui espera un fill. Glenn també és un dels personatges més estimats i respectats del grup, ja que és gairebé l'únic que encara té una mica d'humanitat. Ha arriscat la seva vida diverses vegades i quasi sempre és segrestat pels enemics de torn. Va deixar la caça de zombis per dedicar-se a la seva família.